# Verwaltungsgemeinschaft Hollfeld
In der Verwaltungsgemeinschaft Hollfeld im oberfränkischen Landkreis Bayreuth haben sich folgende Gemeinden zur Erledigung ihrer Verwaltungsgeschäfte zusammengeschlossen:
1. Aufseß, 1263 Einwohner, 29,40 km²
2. Hollfeld, Stadt, 4884 Einwohner, 80,66 km²
3. Plankenfels, 891 Einwohner, 14,00 km²

Sitz der Verwaltungsgemeinschaft ist Hollfeld, den Vorsitz hat immer der Erste Bürgermeister der Stadt Hollfeld inne, da dieser hauptamtlich beschäftigt ist. Aktuelle Vorsitzende ist die Bürgermeisterin von Hollfeld, Karin Barwisch. Stellvertreter ist einer der ehrenamtlichen Bürgermeister von Aufseß oder Plankenfels.
Im Jahr 1979 unternahm die Gemeinde Aufseß einen Versuch, aus der Verwaltungsgemeinschaft auszutreten. Dieser Antrag wurde jedoch vom Bayerischen Landtag abgelehnt.

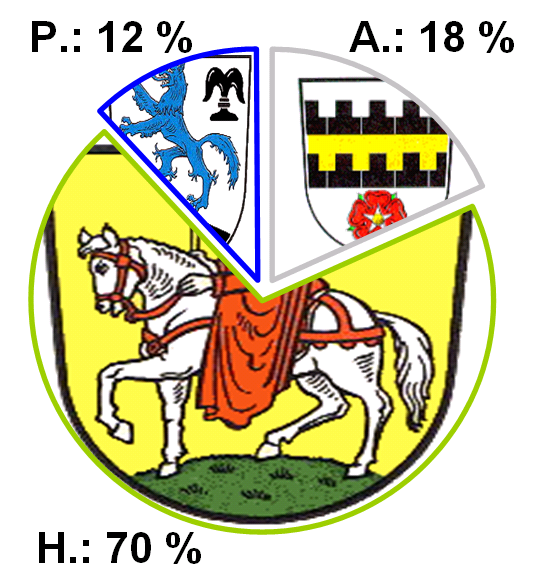
Einwohneranteile